# Троїцьке сільське поселення (Білохолуницький район)
Тро́їцьке сільське поселення (рос. Троицкое сельское поселение) — адміністративна одиниця у складі Білохолуницького району Кіровської області Росії. Адміністративний центр поселення — село Троїця.

## Історія
Станом на 2002 рік на території сучасного поселення існували такі адміністративні одиниці:
- Троїцький сільський округ (село Троїця, селища Боровка, Каменне)

Поселення були утворені згідно із законом Кіровської області від 7 грудня 2004 року № 284-ЗО у рамках муніципальної реформи шляхом перетворення Троїцького сільського округу.

## Населення
Населення поселення становить 513 осіб (2017; 535 у 2016, 550 у 2015, 565 у 2014, 577 у 2013, 606 у 2012, 634 у 2010, 867 у 2002).

## Склад
До складу поселення входять 3 населених пунктів:
| Населений пункт | Населення, осіб (2002) | Населення, осіб (2010) |
| --------------- | ---------------------- | ---------------------- |
| Боровка, селище | 132                    | 34                     |
| Каменне, селище | 214                    | 153                    |
| Троїця, село    | 521                    | 447                    |